# 並木通りの男
並木通りの男（なみきどおりのおとこ）は、1988年11月18日にフジテレビの2時間ドラマ枠「男と女のミステリー」枠で放送されたテレビドラマ。
副題はアイラブユーからはじめよう。
玉置浩二の、テレビドラマ初主演作品である。

## あらすじ
建築設計士の滝川正人は、締め切り間近の建築コンペの図案を書き上げ市庁舎に向かおうとしていた途中、急に歩道から飛び出してきた男・矢島を車でひいてしまう事故を起こした。矢島が入院した病院へ行った正人は、そこで矢島の妻が事故とほぼ同時刻に服毒自殺をはかり亡くなったことを知る。翌日、正人が葬儀場を訪ねると矢島が現れ「事故のことは心配しなくて良い。慰謝料もいらない」と話した。正人は矢島の温情に感謝していたが、道すがらのある光景と、恋人・典子の一言から、事故に裏があると疑い始める。そして、矢島の周辺を調べていた正人と典子は命を狙われ始める。

## キャスト
- 滝川正人（建築設計士）：玉置浩二
- 末永典子（教師。正人の恋人）：宮崎萬純
- 矢島哲彦（正人が起こした事故の被害者）：室田日出男
- 港川署刑事：寺田農
- 竹中由美：朝加真由美
- 竹中由美の兄（矢島の秘書）：井上高志
- 布施博
- 坂本：頭師孝雄
- 佐戸井けん太
- 香田（建築コンペ審査員）：平野稔
- 竜のり子
- 看護婦：長谷部香苗
- 伊藤正博
- 大谷一夫
- 矢島友江：ただのあっ子
- 大場明之
- 青木菜菜
- 伊藤剛
- 森田晶
- 佐々木敏

## スタッフ
- 原作：フレデリック・ダール（読売新聞社刊）
- 監督：一倉治雄
- 脚本：新井光
- 音楽監督：玉置浩二
- 音楽：六土開正
- 挿入歌：安全地帯「I Love Youからはじめよう」
- 選曲：山川繁
- 美術：種田陽平
- 助監督：鈴木元、杉山泰一、金山功一郎
- 技斗：高瀬将嗣
- カースタント：カースタントTAKA
- 技術協力：ビデオフォーカス
- プロデューサー補：大賀文子
- プロデューサー：伊地智啓、青木勝彦
- 製作：フジテレビ、キティフィルム